# Janusz Trzepizur
Janusz Roman Trzepizur (ur. 21 maja 1959 w Namysłowie) – polski lekkoatleta, skoczek wzwyż, przedsiębiorca i samorządowiec.

## Życiorys

### Kariera sportowa
Był zawodnikiem Startu Namysłów, Odry Opole i Chemika Kędzierzyn.

#### Osiągnięcia
Brał udział w Letnich Igrzyskach Olimpijskich w Moskwie (1980) (12. lokata w finale). W 1982 podczas halowych (Mediolan – 2,32 m) i letnich (Ateny – 2,27 m) mistrzostw Europy zdobywał srebrne medale. W rankingu „Track & Field News” był 9. (1981) i 2. (1982). W 1982 zdobył też „Złote Kolce” – nagrodę dla najlepszego polskiego lekkoatlety sezonu. Reprezentant kraju w pucharze Europy.
Dwukrotnie był mistrzem Polski na stadionie (1981, 1983), raz mistrzem Polski w hali (1982). Jego karierę sportową przerwała w 1983 kontuzja.

#### Rekordy życiowe
Na stadionie
- skok wzwyż – 2,30 m (1982)

W hali
- skok wzwyż – 2,32 m (6 marca 1982, Mediolan) – były halowy rekord Polski; 7. wynik w historii polskiej lekkoatletyki[3]

### Działalność zawodowa i polityczna
Ukończył w Opolu studia z zakresu ekonomii obrotu towarowego. Prowadził własną działalność gospodarczą. W 2006 został kierownikiem zespołu obiektów sportowych w opolskim Miejskim Ośrodku Sportu i Rekreacji. Od 2002 do 2006 był radnym Opola.
W 2006 i 2010 z listy Platformy Obywatelskiej był wybierany na radnego sejmiku opolskiego. W 2014 nie uzyskał ponownie mandatu, objął go jednak w 2015 w miejsce Tomasza Kostusia. W 2018 i 2024 z listy Koalicji Obywatelskiej uzyskiwał reelekcję. W 2019 bezskutecznie kandydował do Sejmu.